# Ургенчский государственный университет
Ургенчский государственный университет (узб. Urganch davlat universiteti) — один из старейших университетов Узбекистана и Средней Азии, третий по крупности университет Узбекистана. Многочисленные здания университета расположены в одном кампусе центральной части города Ургенч.

## История
Ургенчский государственный университет был основан по Указу Президента Республики Узбекистан № 356 от 28 февраля 1992 года на базе бывшего Хорезмского государственного педагогического института (ХГПИ).
Хорезмский государственный педагогический институт был основан 1 сентября 1942 года на базе института, готовившего учителей с неполным высшим образованием. В составе института функционировали 4 кафедры: физико-математическая, узбекский язык и литература, русский язык и литература, история. К 1991 году в ХГПИ функционировали 6 факультетов и 22 кафедры.

## Факультеты
В настоящее время Ургенчский государственный университет состоит из 9 факультетов.
- Физика и математика;
- Зарубежная филология;
- Узбекская филология;
- Естественные и сельскохозяйственные науки;
- Педагогика;
- Спорт и искусство;
- Социально-экономические науки;
- Техника;
- Химическая технология;

## Ректоры
- 2002—2010 гг. — академик А.Саъдуллаев
- 2010—2013 гг. — профессор Р.Эшчанов
- 2013—2015 гг. — и. о. ректора профессор И.Абдуллаев
- С 2015 года ректором университета является доктор физико-математических наук — Бахрам Абдуллаев.

## Музеи УрГУ
- Музей истории
- Музей археологии
- Музей жертв репрессии при Ургенчском государственном университете